# Ilovci
Ilovci este o localitate din comuna Ljutomer, Slovenia, cu o populație de 109 locuitori.